# Programmations de Rock Werchter
Pour un article plus général, voir Rock Werchter.
Cet article présente les programmations du festival belge de musique Rock Werchter.